# Campionati del mondo di corsa campestre 2005
Il XXXIII Campionato mondiale di corsa campestre si è disputato a Saint-Galmier, in Francia, dal 19 al 20 marzo 2005 all'Hippodrome Joseph Desjoyaux. Vi hanno preso parte 695 atleti in rappresentanza di 72 nazioni. Il titolo maschile è stato vinto da Kenenisa Bekele mentre quello femminile da Tirunesh Dibaba.

## Nazioni partecipanti
Qui sotto sono elencate le nazioni che hanno partecipato a questi campionati (tra parentesi il numero degli atleti per ciascuna nazione):
- Algeria (23)
- Andorra (1)
- Argentina (5)
- Australia (16)
- Bahrein (11)
- Belgio (15)
- Bermuda (1)
- Bielorussia (7)
- Botswana (4)
- Brasile (12)
- Burundi (6)
- Canada (34)
- Rep. Ceca (1)
- Rep. Centrafricana (2)
- Cile (2)
- Cina (6)
- Colombia (2)
- Costa d'Avorio (1)
- Croazia (1)
- Ecuador (4)
- Egitto (5)
- Eritrea (19)
- Estonia (4)
- Etiopia (28)

- Filippine (2)
- Francia (36)
- Germania (2)
- Giappone (29)
- Giordania (2)
- Gran Bretagna (33)
- Grecia (2)
- Guatemala (3)
- Irlanda (14)
- Israele (1)
- Italia (30)
- Kazakistan (3)
- Kenya (35)
- Kirghizistan (2)
- Lesotho (2)
- Marocco (30)
- Messico (7)
- Mongolia (1)
- Namibia (3)
- Nuova Zelanda (13)
- Paesi Bassi (2)
- Perù (4)
- Polonia (4)
- Portogallo (25)

- Porto Rico (1)
- Qatar (14)
- Romania (5)
- Russia (18)
- Ruanda (5)
- Senegal (1)
- Serbia e Montenegro (2)
- Seychelles (2)
- Slovenia (1)
- Spagna (36)
- Stati Uniti (36)
- Sudafrica (21)
- Svizzera (6)
- Tagikistan (3)
- Tanzania (13)
- Tunisia (4)
- Turchia (1)
- Ucraina (1)
- Uganda (11)
- Uruguay (1)
- Uzbekistan (6)
- Venezuela (1)
- Yemen (3)
- Zimbabwe (8)

## Risultati
I risultati del campionato sono stati:

### Individuale (uomini seniores)
| Pos. | Atleta                | Nazione | Tempo (m's") |
| ---- | --------------------- | ------- | ------------ |
|      | Kenenisa Bekele       | Etiopia | 35'06"       |
|      | Zersenay Tadesse      | Eritrea | 35'20"       |
|      | Abdullah Ahmed Hassan | Qatar   | 35'34"       |
| 4    | Abebe Dinkessa        | Etiopia | 35'37"       |
| 5    | Eliud Kipchoge        | Kenya   | 35'37"       |
| 6    | Dejene Berhanu        | Etiopia | 35'42"       |
| 7    | Boniface Kiprop       | Uganda  | 35'45"       |
| 8    | Saif Saaeed Shaheen   | Qatar   | 35'53"       |
| 9    | John Cheruiyot Korir  | Kenya   | 36'00"       |
| 10   | Charles Kamathi       | Kenya   | 36'03"       |
| 11   | Wilberforce Talel     | Kenya   | 36'07"       |
| 12   | Jamal Bilal Salem     | Qatar   | 36'28"       |

### Squadre (uomini seniores)
| Kenenisa Bekele               | 1     |
| Abebe Dinkessa                | 4     |
| Dejene Berhanu                | 6     |
| Eshetu Gezhagne               | 13    |
| (Tessema Absher)              | (30)  |
| (Gebre-egziabher Gebremariam) | (DNF) |

| Eliud Kipchoge       | 5    |
| John Cheruiyot Korir | 9    |
| Charles Kamathi      | 10   |
| Wilberforce Talel    | 11   |
| (Moses Mosop)        | (18) |
| (Abraham Cherono)    | (23) |

| Abdullah Ahmed Hassan | 3     |
| Saif Saaeed Shaheen   | 8     |
| Jamal Bilal Salem     | 12    |
| Ali Al-Dawoodi        | 19    |
| (Majid Aman Awadh)    | (28)  |
| (Sultan Khamis Zaman) | (DNF) |

- Nota: gli atleti tra parentesi non hanno concorso al punteggio totale della squadra

### Individuale (uomini tracciato corto)
| Pos. | Atleta                      | Nazione | Tempo (m's") |
| ---- | --------------------------- | ------- | ------------ |
|      | Kenenisa Bekele             | Etiopia | 11'33"       |
|      | Abraham Chebii              | Kenya   | 11'38"       |
|      | Isaac Songok                | Kenya   | 11'39"       |
| 4    | Saif Saaeed Shaheen         | Qatar   | 11'42"       |
| 5    | Jamal Bilal Salem           | Qatar   | 11'43"       |
| 6    | Maregu Zewdie               | Etiopia | 11'43"       |
| 7    | Dejene Berhanu              | Etiopia | 11'43"       |
| 8    | Abdullah Ahmed Hassan       | Qatar   | 11'46"       |
| 9    | Gebre-egziabher Gebremariam | Etiopia | 11'54"       |
| 10   | Shadrack Kosgei             | Kenya   | 11'56"       |
| 11   | Adil Kaouch                 | Marocco | 11'57"       |
| 12   | Abera Chane                 | Etiopia | 11'58"       |

### Squadre (uomini tracciato corto)
| Kenenisa Bekele             | 1    |
| Maregu Zewdie               | 6    |
| Dejene Berhanu              | 7    |
| Gebre-egziabher Gebremariam | 9    |
| (Abera Chane)               | (12) |
| (Mohamed Awol)              | (26) |

| Abraham Chebii    | 2    |
| Isaac Songok      | 3    |
| Shadrack Kosgei   | 10   |
| Henry Kipchirchir | 16   |
| (Sammy Kipketer)  | (17) |
| (Brimin Kipruto)  | (37) |

| Saif Saaeed Shaheen        | 4    |
| Jamal Bilal Salem          | 5    |
| Abdullah Ahmed Hassan      | 8    |
| James Kwalia               | 15   |
| (Sultan Khamis Zaman)      | (19) |
| (Khamis Abdulla Saifeldin) | (35) |

- Nota: gli atleti tra parentesi non hanno concorso al punteggio totale della squadra

### Individuale (uomini under 20)
| Pos. | Atleta                 | Nazione | Tempo (m's") |
| ---- | ---------------------- | ------- | ------------ |
|      | Augustine Choge        | Kenya   | 23'59"       |
|      | Bernard Kiprop Kipyego | Kenya   | 24'00"       |
|      | Barnabas Kosgei        | Kenya   | 24'00"       |
| 4    | Hosea Macharinyang     | Kenya   | 24'09"       |
| 5    | Mang'ata Ndiwa         | Kenya   | 24'15"       |
| 6    | Tariku Bekele          | Etiopia | 24'16"       |
| 7    | Moses Masai            | Kenya   | 24'19"       |
| 8    | Solomon Molla          | Etiopia | 24'24"       |
| 9    | Tariq Taher            | Bahrein | 24'31"       |
| 10   | Belal Ali              | Bahrein | 24'33"       |
| 11   | Chala Lemi             | Etiopia | 24'34"       |
| 12   | Mekuria Tadesse        | Etiopia | 24'35"       |

### Squadre (uomini under 20)
| Augustine Choge        | 1   |
| Bernard Kiprop Kipyego | 2   |
| Barnabas Kosgei        | 3   |
| Hosea Macharinyang     | 4   |
| (Mang'ata Ndiwa)       | (5) |
| (Moses Masai)          | (7) |

| Tariku Bekele    | 6    |
| Solomon Molla    | 8    |
| Chala Lemi       | 11   |
| Mekuria Tadesse  | 12   |
| (Kabtamu Reta)   | (13) |
| (Abidisa Desisa) | (41) |

| Nasser Shams Kareem     | 14   |
| Essa Ismail Rashed      | 15   |
| Kamal Ali Thamer        | 22   |
| Moustafa Ahmed Shebto   | 24   |
| (Mohammed Abduh Bakhet) | (26) |
| (Saad Salem Malek)      | (27) |

- Nota: gli atleti tra parentesi non hanno concorso al punteggio totale della squadra

### Individuale (donne seniores)
| Pos. | Atleta           | Nazione       | Tempo (m's") |
| ---- | ---------------- | ------------- | ------------ |
|      | Tirunesh Dibaba  | Etiopia       | 26'34"       |
|      | Alice Timbilil   | Kenya         | 26'37"       |
|      | Worknesh Kidane  | Etiopia       | 26'37"       |
| 4    | Meselech Melkamu | Etiopia       | 26'39"       |
| 5    | Isabella Ochichi | Kenya         | 26'43"       |
| 6    | Catherine Kirui  | Kenya         | 26'49"       |
| 7    | Benita Johnson   | Australia     | 26'55"       |
| 8    | Gete Wami        | Etiopia       | 27'20"       |
| 9    | Rose Jepchumba   | Kenya         | 27'25"       |
| 10   | Bezunesh Bekele  | Etiopia       | 27'27"       |
| 11   | Irene Kipchumba  | Kenya         | 27'29"       |
| 12   | Kimberley Smith  | Nuova Zelanda | 27'37"       |

### Squadre (donne seniores)
| Tirunesh Dibaba   | 1    |
| Worknesh Kidane   | 3    |
| Meselech Melkamu  | 4    |
| Gete Wami         | 8    |
| (Bezunesh Bekele) | (10) |
| (Merima Hashim)   | (14) |

| Alice Timbilil    | 2    |
| Isabella Ochichi  | 5    |
| Catherine Kirui   | 6    |
| Rose Jepchumba    | 9    |
| (Irene Kipchumba) | (11) |
| (Irene Limika)    | (18) |

| Anália Rosa        | 15   |
| Ana Dias           | 21   |
| Mónica Rosa        | 24   |
| Inês Monteiro      | 26   |
| (Adélia Elias)     | (61) |
| (Fernanda Miranda) | (74) |

- Nota: gli atleti tra parentesi non hanno concorso al punteggio totale della squadra

### Individuale (donne tracciato corto)
| Pos. | Atleta              | Nazione     | Tempo (m's") |
| ---- | ------------------- | ----------- | ------------ |
|      | Tirunesh Dibaba     | Etiopia     | 13'15"       |
|      | Worknesh Kidane     | Etiopia     | 13'16"       |
|      | Isabella Ochichi    | Kenya       | 13'21"       |
| 4    | Priscah Ngetich     | Kenya       | 13'25"       |
| 5    | Lucy Wangui         | Kenya       | 13'25"       |
| 6    | Meselech Melkamu    | Etiopia     | 13'28"       |
| 7    | Beatrice Chepchumba | Kenya       | 13'31"       |
| 8    | Nancy Jebet Lagat   | Kenya       | 13'31"       |
| 9    | Deriba Alemu        | Etiopia     | 13'41"       |
| 10   | Alevtina Ivanova    | Russia      | 13'42"       |
| 11   | Lauren Fleshman     | Stati Uniti | 13'44"       |
| 12   | Bezunesh Bekele     | Etiopia     | 13'44"       |

### Squadre (donne tracciato corto)
| Tirunesh Dibaba    | 1    |
| Worknesh Kidane    | 2    |
| Meselech Melkamu   | 6    |
| Deriba Alemu       | 9    |
| (Bezunesh Bekele)  | (12) |
| (Ejagayehu Dibaba) | (14) |

| Isabella Ochichi    | 3    |
| Priscah Ngetich     | 4    |
| Lucy Wangui         | 5    |
| Beatrice Chepchumba | 7    |
| (Nancy Jebet Lagat) | (8)  |
| (Viola Kibiwott)    | (23) |

| Lauren Fleshman  | 11   |
| Blake Russell    | 15   |
| Shalane Flanagan | 20   |
| Shayne Culpepper | 21   |
| (Amy Mortimer)   | (52) |
| (Melissa Buttry) | (90) |

- Nota: gli atleti tra parentesi non hanno concorso al punteggio totale della squadra

### Individuale (donne under 20)
| Pos. | Atleta             | Nazione  | Tempo (m's") |
| ---- | ------------------ | -------- | ------------ |
|      | Gelete Burka       | Etiopia  | 20'12"       |
|      | Veronica Wanjiru   | Kenya    | 20'39"       |
|      | Beatrice Chebusit  | Kenya    | 20'44"       |
| 4    | Mercy Njoroge      | Kenya    | 20'46"       |
| 5    | Belainesh Zemedkun | Etiopia  | 20'47"       |
| 6    | Workitu Ayanu      | Etiopia  | 20'54"       |
| 7    | Pauline Korikwiang | Kenya    | 20'56"       |
| 8    | Gladys Chemweno    | Kenya    | 20'57"       |
| 9    | Aliphine Tuliamuk  | Kenya    | 21'09"       |
| 10   | Alemitu Abera      | Etiopia  | 21'10"       |
| 11   | Akane Wakita       | Giappone | 21'16"       |
| 12   | Azalech Masresha   | Etiopia  | 21'37"       |

### Squadre (donne under 20)
| Veronica Wanjiru    | 2   |
| Beatrice Chebusit   | 3   |
| Mercy Njoroge       | 4   |
| Pauline Korikwiang  | 7   |
| (Gladys Chemweno)   | (8) |
| (Aliphine Tuliamuk) | (9) |

| Gelete Burka       | 1    |
| Belainesh Zemedkun | 5    |
| Workitu Ayanu      | 6    |
| Alemitu Abera      | 10   |
| (Azalech Masresha) | (12) |

| Akane Wakita    | 11   |
| Hitomi Niiya    | 13   |
| Yurika Nakamura | 15   |
| Kazue Kojima    | 17   |
| (Maya Iino)     | (24) |
| (Yuri Suzuki)   | (25) |

- Nota: gli atleti tra parentesi non hanno concorso al punteggio totale della squadra

## Medagliere
Legenda
     Paese ospitante
| Posizione | Paese       | Oro | Argento | Bronzo | Totale |
| --------- | ----------- | --- | ------- | ------ | ------ |
| 1         | Etiopia     | 9   | 3       | 1      | 13     |
| 2         | Kenya       | 3   | 8       | 4      | 15     |
| 3         | Eritrea     | 0   | 1       | 0      | 1      |
| 4         | Qatar       | 0   | 0       | 4      | 4      |
| 5         | Giappone    | 0   | 0       | 1      | 1      |
| 5         | Portogallo  | 0   | 0       | 1      | 1      |
| 5         | Stati Uniti | 0   | 0       | 1      | 1      |
| Totale    | Totale      | 12  | 12      | 12     | 36     |